# Степановка (Томск)
Степановка — микрорайон в юго-восточной части Томска, входит в состав Кировского района.

## Месторасположение
С востока Степановка ограничена рекой Ушайкой, с севера и запада — железной дорогой, с юго-запада — опытным участком Сибирского ботанического сада, а с юга — территорией Зональненского сельского поселения Томского района

## История
Название получила по имени местного домовладельца томского виноторговца Степана Егоровича Сосулина, чья заимка положила начало посёлку. На этой заимке во время томской ссылки (1846—1856) в собственном доме жил декабрист Г. С. Батеньков. Она располагалась в районе нынешнего переулка Степановского, на берегу реки Ушайки.
Фактически Степановка состояла из двух частей: классической промышленно-аграрной купеческой заимки и специального дачного поселения. В «дачной» части Степановки в 1911 года существовало всего несколько домиков на 12 семей. Зато именно эта местность постепенно превращалась в курорт — здесь проводились опыты по кумысолечению.
В 1950-х годах, после появления жилой застройки за железнодорожными путями, в районе станции Томск I, вошла в состав Томска.

## Современное состояние
Крупные улицы — Богдана Хмельницкого, Ломоносова, Социалистическая. Транспортное сообщение со Степановкой осложнено тем, что основная дорога к микрорайону проходит через железнодорожный переезд, расположенный между улицами Шевченко и Ломоносова, который часто закрыт, так как находится в непосредственной близости от станции Томск I. Общественный транспорт — автобусные маршруты № 510, 12 и 53.
Застройка района в основном малоэтажная, преимущественно частные дома с приусадебными участками, за исключением квартала по переулку Ботаническому, застроенному многоэтажными многоквартирными зданиями.
Между Степановкой и Мокрушинским микрорайоном располагается опытный участок Сибирского ботанического сада. Переулок Ботанический и улицу Мокрушина соединяет асфальтированная дорога.
Действует школа № 35, филиал Сбербанка, магазины, баня № 13, сауна «Дикая коза», «Центр семейной медицины», «Степановская библиотека», театрально-концертная касса «БРАВО».
Между Степановкой и Академгородком имеется комплекс трамплинов, требующий ремонта.
На территории Степановки планируется построить многоэтажный микрорайон и посёлок индивидуальной коттеджной застройки.

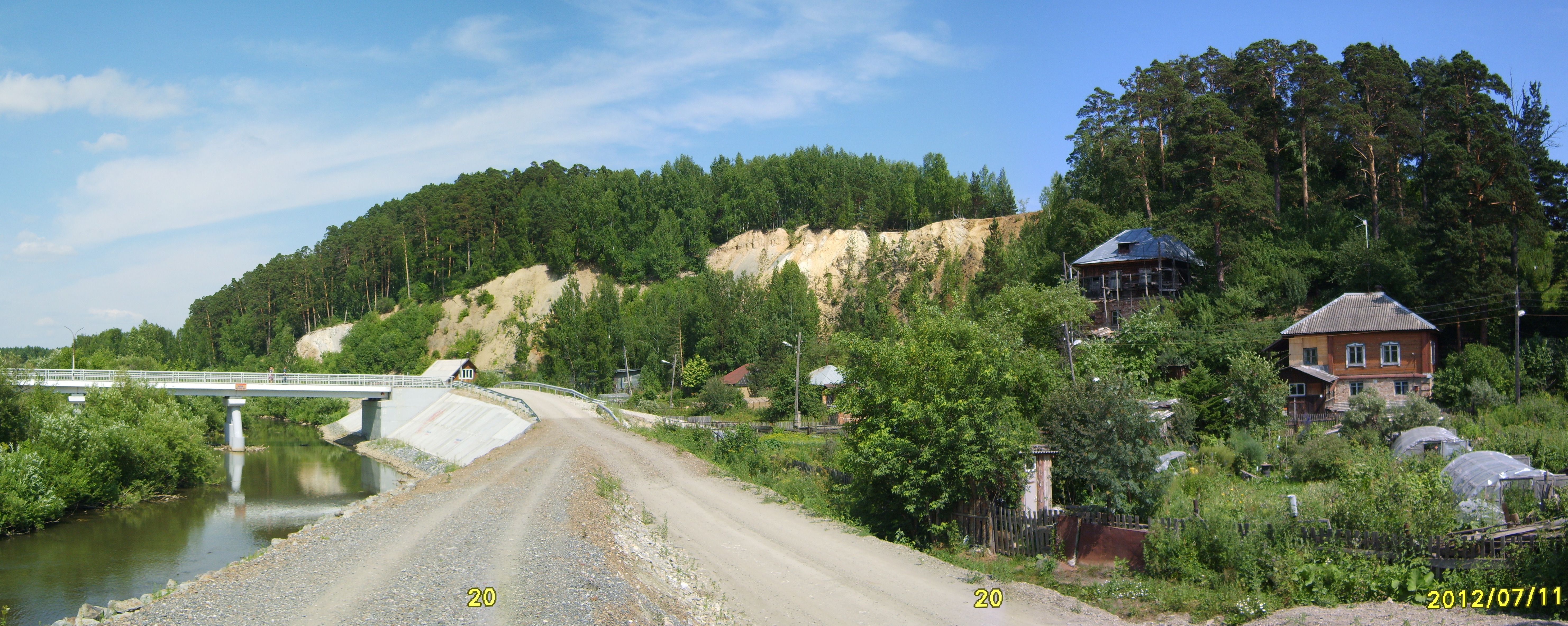
Новый мост и старые дома на Степановке.

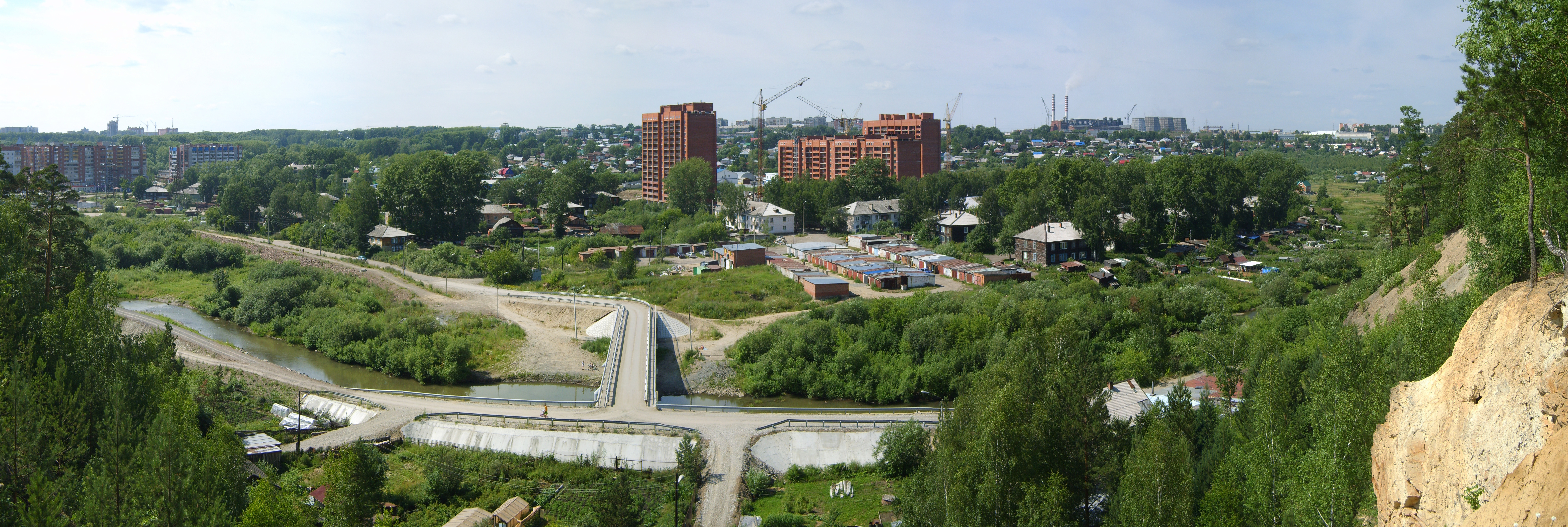
Новый мост и новые дома на Степановке.